# Una aventura llamada Menudo (película)
Una aventura llamada Menudo es una película de cine realizada en 1982 y protagonizada por el grupo puertorriqueño Menudo. La banda sonora de este filme, el álbum homónimo del quinteto, recibió una nominación al premio Grammy en la categoría Mejor Álbum Pop Latino.

## Argumento
Los integrantes de Menudo están a punto de salir de gira por varias ciudades puertorriqueñas y otras en algunos países americanos. Quieren que la llegada a cada uno de esos lugares sea algo novedoso y nunca antes visto, pero no saben cómo lograrlo. A Ricky se le ocurre que la mejor forma es utilizando un globo aerostático, y convence a los demás miembros de abordarlo, como en efecto sucede. A pesar de los buenos deseos, el globo pierde altura y los cinco jóvenes caen a tierra en un paraje inhóspito y alejado de San Juan.
Mientras el quinteto busca ayuda, aparece en su camino una bella joven llamada Clara, quien les ofrece pasar la noche en la casa de su tía, una mujer adinerada y malhumorada conocida como Señora Mía. La casa de ella está bastante alejada del lugar donde Clara y los Menudo se encontraron, por lo que ellos deben continuar su travesía a pie y en otros vehículos hasta llegar allá.
Ante la petición de Clara a su tía de alojar a los cantantes en su casa por esa noche, la señora Mía acepta a regañadientes pero sin estar totalmente convencida de haber hecho lo correcto.
Finalmente, los cinco integrantes logran llegar a la casa y allí deben enfrentar toda clase de situaciones mientras resuelven la manera de estar a tiempo en Ponce, ciudad donde se va a efectuar el primer concierto de su nueva gira. Mientras la trama avanza, Johnny se enamora de Clara.

## Canciones
1. A volar
2. Señora Mía
3. Lluvia
4. Clara
5. Tú te imaginas
6. Dame un beso
7. Coquí
8. Cámbiale las pilas
9. Estrella polar

También aparecen como pistas incidentales Mi banda toca rock y Súbete a mi moto (publicadas en Quiero ser), y Quiero rock (incluida en Por amor), por ello no forman parte del disco lanzado como banda sonora de la película.

## Reparto
- Grupo Menudo (Xavier, Johnny, Miguel, Ricky, Charlie) - Ellos mismos
- Gladys Rodríguez - Señora Mía
- Kathy Robinson - Clara
- Laura Trucco -
- Ed Trucco - Eduardo
- Alondra - Ella misma
- Luis Lucio - Mayordomo Williams